# Прибережний хребет (Венесуела)
10° пн. ш. 65° зх. д. / 10° пн. ш. 65° зх. д.Венесуельський Прибережний хребет, або Кордильєра-де-ла-Коста (ісп. Cordillera de la Costa) — гірський хребет, що простянувся уздовж центрального та східного узбережжя Венесуели та є найпівнічнішим продовженням Анд, також відомий як Карибські Анди.
Прибережний хребет фактично складається з двох паралельних хребтів, що тягнуться з заходу на схід уздовж Карибського моря. Західну частину хребта відділяє від масиву Кордильєра-де-Мерида річка Кохедес. Хребет розділяється на східну та західну частини затокою між мисами Кодера і Кумана.
Західна частина хребта також відома як Серранія-дель-Літораль на узбережжі та Серранія-дель-Інтеріор вглибині країни. Долина між хребтами, в якій знаходиться озеро Валенсія, долина Каракаса і річка Туй, є найнаселенішою частиною Венесуели. Саме місто Каракас знаходиться в межах Серранія-дель-Літораль.
Обидва хребта східної частини гір знову виникають на заході країни, між мисом Кумана і затокою Парія. Літторальний хребет формує півострови Арая і Парія та тягнеться до острова Тринідад.